# ميلان جيرميتش (كرة سلة)
ميلان جيرميتش مواليد 30 أغسطس 1977، هو لاعب كرة سلة يوناني. بدأ مسيرته الاحترافية في سنة 1995. يلعب في الدوري اليوناني لكرة القدم كلاعب وسط. يحمل الرقم 19.

## المسيرة الاحترافية
لعب مع نادي بارتيزان لكرة السلة من سنة 1991 إلى 1995، ثم لعب مع نادي إراكليس سالونيك لكرة السلة من سنة 1995 إلى 1998، ثم لعب مع أولمبيا ميلانو في الدوري الإيطالي في موسم 1999-00.